# 2005年9月逝世人物列表
2005年逝世人物列表：1月 - 2月 - 3月 - 4月 - 5月 - 6月 - 7月 - 8月 - 9月 - 10月 - 11月 - 12月
2005年9月逝世人物列表，是用于汇总2005年9月期间逝世人物的列表。

## 依日期排序

### 1日
- 时钧，93岁，中国科学院资深院士、化学工程专家。光明日报（页面存档备份，存于）
- 朱向东，中国国家统计局副局长BBC中文网（页面存档备份，存于）
- 特裡·奧爾布里頓（Terry Albritton），50歲，美國鉛球手。
- 曼努埃爾·奧森西（Manuel Ausensi），85歲，西班牙歌劇歌手。
- R. L. Burnside，78歲，美國藍調音樂家。
- Uvedale Corbett，95歲，英國士兵，政治家和商人。
- Barry Cowsill，50歲，美國流行歌手和作家，卡特里娜颶風的受害者。
- Nikki Tilroe，63歲，美國木偶師。
- 雅各·馬林斯基（Jacob A. Marinsky），87歲，美國化學家，鉐元素的共同發現者。
- 楊寬，91歲，中國歷史學家。
- 茲多比斯瓦夫·斯塔夫奇克，82歲，波蘭奧運短跑運動員。

### 2日
- 塞夫，中国导演。凤凰网
- 湯姆·貝利（Tom Bailey），56歲，美式足球運動員。
- 鮑勃·丹佛（Bob Denver），70歲，美國演員（《吉利根島》（Gilligan's Island）、《多比·吉利斯（Dobie Gillis）的多愛》（The Many Loves of Dobie Gillis）、《好傢伙》（The Good Guys），喉癌併發症。
- 阿德里安·卡斯滕（Adrian Karsten），45歲，美國ESPN播音員，自殺。
- 亞歷山德魯·帕萊奧洛古，86歲，羅馬尼亞外交官。
- 沃倫·湯瑪斯（Warren Thomas），47歲，美國喜劇演員。

### 3日
- 魯道夫·貝克爾（Rudolf Bäcker），91歲，德國二戰士兵。
- R. S. R. Fitter，92歲，英國自然歷史學家。
- 羅伯特·芬克（Robert W. Funk），79歲，美國聖經學者，耶穌研討會創始人，肺衰竭。
- 伯納德·邁耶（Bernard S. Meyer），89歲，美國律師和政治家。
- 延斯·尼加德（Jens Nygård），71歲，挪威奧運射擊運動員。
- 威廉·倫奎斯特（William Rehnquist），80歲，美國律師和法學家，美國首席大法官，甲狀腺癌。
- 詹姆斯·羅西（James Rossi），69歲，美國奧運自行車運動員。
- 埃克哈德·沙爾（Ekkehard Schall），75歲，德國演員。

### 4日
- 威廉·伦奎斯特，80岁，美国最高法院首席大法官。BBC中文网（页面存档备份，存于）
- 勞埃德·艾弗里二世（Lloyd Avery II），36歲，美國演員（Boyz n the Hood）和被定罪的殺人犯，被毆打。
- 南希·巴特菲爾德夫人（Dame Nancy Buttfield），92歲，澳大利亞政治家。
- 斯坦利·詹寧斯（Stanley Jennings），84歲，美國漫畫家，記者。
- 派特裡夏·麥奎尼（Patricia McQueeney），77歲，美國女演員和藝人經紀人。
- Roseli Ocampo-Friedmann，67歲，菲律賓裔美國微生物學家和植物學家，帕金森病。
- 艾倫·特魯斯科特（Alan Truscott），80歲，英國橋牌選手、作家和編輯，最著名的橋牌專欄作家之一。
- 阿諾德·韋恩斯坦（Arnold Weinstein），78歲，美國詩人，劇作家和劇作家，肝癌。

### 5日
- 漢克·安德森（Hank Anderson），84歲，美國籃球教練和田徑總監。
- 黎剎·努爾丁（Rizal Nurdin），57歲，印尼政治家，北蘇門答臘州州長，曼陀羅航空公司091航班墜毀。
- 丹·辛格·塔帕（Dhan Singh Thapa），77歲，印度陸軍軍官，Param Vir Chakra的獲得者。
- Raja Inal Siregar，67歲，印尼政治家，印尼北蘇門答臘島前州長，曼陀羅航空公司091航班墜毀。

### 6日
- 哈桑·阿比迪（Hasan Abidi），76歲，巴基斯坦記者和詩人。
- 尤金妮亞·查理斯（Eugenia Charles），86歲，多明尼加政治家，總理（1980-1995），長期患病。
- 威廉·約翰·甘迺迪（William John Kennedy），86歲，澳大利亞原住民權利活動家。
- 馬克·馬修斯（Mark Matthews），111歲，美國超級百歲老人和陸軍第一中士，最年長的布法羅士兵。
- Perugu Siva Reddy，84歲，印度眼科醫生。

### 7日
- 塞尔焦·恩德里戈，72岁，意大利歌手兼音乐制作人。解放日报
- 奧瑪律·阿裡·沙阿（Omar Ali-Shah），82/3，阿富汗蘇菲派教師。
- 穆薩·阿拉法特，65歲，巴勒斯坦前加沙安全總局局長，亞西爾·阿拉法特的堂兄，被謀殺。
- 霍普·加伯（Hope Garber），81歲，加拿大藝人和電視名人，阿爾茨海默病。
- Nicolino Locche，66歲，阿根廷世界拳擊冠軍。
- 吉伯特·埃利奧特·默里·金尼蒙德（Gilbert Elliot-Murray-Kynynmound），第六代明托伯爵，77歲，蘇格蘭貴族。
- L. J. K. Setright，74歲，英國汽車記者。
- 諾曼·威利，威利勳爵，81歲，蘇格蘭政治家，辯護律師（1970-1974）。

### 8日
- 吳多泰，96岁，第六、七屆全國政協委員、香港基本法諮詢委員會委員。大公報
- 鮑裡斯·比特克（Boris Bittker），88歲，美國法律學者。
- 諾埃爾·坎特維爾，73歲，愛爾蘭足球運動員，前曼聯隊長，癌症。
- 奧斯瓦爾德·霍夫曼（Oswald Hoffmann），91歲，美國路德宗傳教士。[1]
- 唐納德·霍恩（Donald Horne），83歲，澳大利亞學者、歷史學家、哲學家和知識份子。
- 大衛·皮爾斯（David Pearce），63歲，英國經濟學家。
- 劉易斯·普拉特（Lewis Platt），64歲，美國商人和公司董事，惠普前首席執行官。[2]
- 佩里·斯蒂芬斯（Perry Stephens），47歲，美國演員（愛）。[3]

### 9日
- 熊向晖，86岁，中国外交官。人民网（页面存档备份，存于）
- 薩米姆·比爾根（Samim Bilgen），95歲，土耳其律師和音樂家。
- 朱利亞諾·邦凡特（Giuliano Bonfante），101歲，義大利語言學專家和百歲老人。
- 斯坦利·丹瑟（Stanley Dancer），78歲，美國創紀錄的馬具賽車手。[21]
- 約翰·韋恩·格洛弗（John Wayne Glover），72歲，澳大利亞被定罪的連環殺手，綽號“奶奶殺手”，上吊自殺
- 安德列·普塞（André Pousse），85歲，法國演員。
- 泰山·塔博達，70歲，葡萄牙摔跤冠軍，心臟病發作。
- 梅爾·萬佐（Mel Wanzo），74歲，美國爵士長號手。

### 10日
- 西奧多·巴伯（Theodore X. Barber），78歲，美國心理學家，以對催眠的批判性研究而聞名，主動脈破裂。[22]
- 赫爾曼·邦迪爵士（Sir Hermann Bondi），85歲，奧地利出生的數學家和宇宙學家;穩態理論的共同宣導者（與Gold&Hoyle合作）。
- 肯·伯吉斯（Ken Burgess），77歲，加拿大政治家。
- 克拉倫斯·布朗（Clarence “Gatemouth” Brown），81歲，美國藍調音樂家。[23]
- Lea Nikel，86歲，以色列抽象藝術家。[24]
- 查理·威廉姆斯（Charlie Williams），61歲，美國前美國職業棒球大聯盟裁判，糖尿病併發症。[25]
- E·斯圖爾特·威廉姆斯（E. Stewart Williams），95歲，美國建築師，以“沙漠現代主義”而聞名。[26]

### 11日
- 柳曾符，73岁，中国书法家。镇江日报
- Messias José Baptista，37歲，巴西奧運運動員。[27]
- Odd Berg，98歲，挪威船東。
- 艾爾·凱西（Al Casey），89歲，美國爵士吉他手，結腸癌。[28]
- 史蒂夫·德·沙澤（Steve de Shazer），65歲，美國心理治療師，威斯康星州密爾沃基市Brief家庭治療中心的創始人，以及以解決方案為重點的簡短療法的開發者。
- 克裡斯·申克爾（Chris Schenkel），82歲，美國體育解說員，肺氣腫。[29]
- 約瑟夫·史密瑟曼（Joseph Smitherman），75歲，美國政治家，阿拉巴馬州塞爾瑪市長期市長，改革種族隔離主義者。[30]
- 亨利克·托馬謝夫斯基（Henryk Tomaszewski），91歲，波蘭國際知名的平面藝術家。[31]

### 12日
- 塞尔日·兰，78岁，美国数学家。
- 赫爾穆特·拜爾（Helmut Baierl），78歲，德國劇作家。
- 斯蒂芬·卡彭（Stephen Capen），59歲，美國電臺主持人。
- Serge Lang，78歲，美國數學家和政治活動家。[32]
- 羅納德·利·亨特（Ronald Leigh-Hunt），88歲，英國演員。
- 阿蘭·波蘭尼奧克（Alain Polaniok），46歲，法國足球運動員。
- 凱薩琳·桑福德（Katherine Sanford），90歲，美國細胞生物學家和癌症研究員，首次在體外克隆哺乳動物細胞
- 蘇珊·安妮·凱薩琳·托雷斯（Susan Anne Catherine Torres），40天，蘇珊·托雷斯（Susan Torres）所生的美國嬰兒，腦死亡婦女，腸道手術后心力衰竭。[33]

### 13日
- 安·巴恩斯（Ann Barnes），60歲，美國女演員和歌手。
- 托尼·弗裡奇（Toni Fritsch），60歲，出生於奧地利的足球運動員，曾效力於達拉斯牛仔隊、聖地牙哥閃電隊、休斯頓油人隊和新奧爾良聖徒隊。[34]
- 傑克·格林（Jack Green），83歲，澳大利亞板球運動員。
- 海倫·朗利（Helen Longley），84歲，美國政治家，緬因州前第一夫人，前州長詹姆斯·朗利（James B. Longley）的遺孀。[35]
- 胡里奧·塞薩爾·圖爾貝·阿亞拉，89歲，哥倫比亞律師和政治家，哥倫比亞總統（1978-1982）。[36]
- Haydee Yorac，64歲，菲律賓律師和公務員。

### 14日
- 楊忠道(Chung-Tao Yang)，83歲，中華民國中央研究院第7屆(數理科學組)院士，專長數學。[4]
- 肯特·貝洛斯（Kent Bellows），56歲，美國畫家。
- 威廉·貝倫伯格（William Berenberg），89歲，美國醫生，殘疾兒童治療和康復的領導者，哈佛醫學院兒科名譽教授。[5]
- 賈斯汀·赫德（Justin “Jud” Hurd），92歲，美國漫畫家，漫畫家PROfiles雜誌的編輯和創始人。[6]
- 弗朗西斯·牛頓（Frances Newton），40歲，美國人，在德克薩斯州因謀殺罪被處決，這是自1858年以來第一位在那裡被處決的非裔美國女性。
- 肯尼斯·特平（Kenneth Turpin），90歲，英國牛津大學奧里爾學院前教務長，牛津大學副校長。
- 弗拉基米爾·沃爾科夫（Vladimir Volkoff），72歲，法國出生的俄羅斯間諜小說家。
- 羅伯特·懷斯，91歲，美國電影導演（《音樂之聲》《西區故事》）和電影剪輯師（《公民凱恩》），奧斯卡獎得主（1962年），心力衰竭。[7]

### 15日
- 威廉·巴特曼（William S. Bartman），58歲，美國商人和藝術贊助人，多器官衰竭。[40]
- 撒母耳·阿祖·克拉布，77歲，迦納法學家，迦納首席大法官（1973-1977年）。
- 蓋伊·格林（Guy Green），91歲，英國電影導演和著名電影攝影師。
- 查理斯·尼古拉斯·黑爾斯（Charles Nicholas Hales），70歲，英國生物化學家和醫生。
- Jeronimas Kačinskas，98歲，立陶宛出生的古典作曲家和指揮家。
- Sid Luft，89歲，美國電影製片人，裘蒂·加蘭（Judy Garland）的第三任也是最後一位倖存的丈夫。

### 16日
- 斯坦利·伯恩肖（Stanley Burnshaw），99歲，美國著名詩人和文學家。[41]
- 阿卡迪烏什·戈瓦希，24歲，波蘭排球運動員，2001-2005年波蘭國家男子排球隊成員，2004年奧運會參賽者。
- 戈登·古爾德（Gordon Gould），85歲，美國激光技術先驅。[42]
- 傑伊·古爾德（Jay M. Gould），90歲，美國流行病學家和反核活動家，心臟病。[43]
- 唐納德·哈靈頓（Donald S. Harrington），91歲，美國政治家和宗教領袖，一神論牧師，紐約自由黨前主席兼發言人。[44]
- 哈羅德·馬蘇爾（Harold Q. Masur），96歲，美國小說家。[45]
- 約翰·麥克馬倫（John McMullen），87歲，美國商人，海軍建築師，美國職業棒球大聯盟休斯頓太空人隊和NHL新澤西魔鬼隊的前老闆。[46]
- 康斯坦斯·摩爾（Constance Moore），85歲，美國女演員（巴克·羅傑斯）。
- Mzukisi Sikali，34歲，南非拳擊手，在街頭搶劫中被謀殺。

### 17日
- 吴庆星，72岁，香港和昌集团董事会主席、仰恩大学创办人。海峡都市报
- 唐恩·克倫德農，70歲，美國棒球運動員，1969年世界大賽MVP，白血病。[47]
- 喬爾·赫希霍恩（Joel Hirschhorn），67歲，美國奧斯卡金像獎獲獎詞曲作者。
- 雅克·拉卡里埃（Jacques Lacarrière），79歲，法國作家和古典翻譯家。
- 傑克·萊斯伯格（Jack Lesberg），85歲，美國爵士貝斯手。[48]
- David E. Mark，81歲，美國前美國駐蒲隆地大使，車禍。[49]
- 阿爾弗雷德·裡德（Alfred Reed），84歲，美國新古典主義作曲家。
- 愛德華·斯圖特曼（Edward Stutman），60歲，美國高級出庭律師、退休律師和美國司法部官員，以起訴被指控的納粹戰犯而聞名。[50]

### 18日
- 孙德棣，网易公司代理首席执行官网易新闻
- Marta Bohn-Meyer，48歲，美國宇航局的美國飛行員和工程師。
- 理查·布里頓（Richard Britton），34歲，北愛爾蘭摩托車賽車手，賽車事故。
- 理查·庫尼亞（Richard E. Cunha），83歲，美國電影攝影師和導演
- 桑德拉·費爾德曼（Sandra Feldman），65歲，美國弱勢學生宣導者，教師和勞工領袖，乳腺癌。[51]
- Marv Grissom，87歲，美國棒球運動員和教練。
- 理查·霍爾登（Richard Holden），74歲，加拿大律師和政治家。
- 諾埃爾·曼德（Noel Mander），93歲，英國管風琴製造商和修復師。[52]
- 邁克爾·派克（Michael Park），39歲，英國拉力賽副駕駛，拉力賽事故。
- 魯珀特·里德爾（Rupert Riedl），80歲，奧地利動物學家，進化認識論的宣導者。
- Clint C. Wilson， Sr.，90歲，非裔美國社論漫畫家，洛杉磯哨兵。[53][54]
- 葉戈爾·雅科夫列夫（Yegor Yakovlev），75歲，俄羅斯記者，新聞審查制度的主要反對者。[55]
- Roz Young，92歲，美國作家、教育家、歷史學家和專欄作家。[56]

### 19日
- 后藤田正晴，91岁，前日本内阁担任官房长官。新浪新闻（页面存档备份，存于）
- 約翰·布羅姆菲爾德（John Bromfield），83歲，美國演員，腎功能衰竭。
- Marv Grissom，87歲，美國棒球運動員和投球教練。
- 威利·哈奇（Willie Hutch），59歲，美國唱片製作人、歌手和詞曲作者。[57]
- Isao Nakauchi，83歲，日本商人，大榮創始人，中風。[58]
- 約翰·雷納（John Rayner），81歲，德國出生的英國拉比。[59]
- 威廉·瓦基亞諾（William Vacchiano），93歲，美國小號手和音樂教授。[60]

### 20日
- 西蒙·维森塔尔，96岁，"纳粹猎人" BBC中文网
- 姚慕双，86岁，上海滑稽界泰斗。东方网（页面存档备份，存于）
- Matest M. Agrest，90歲，俄羅斯民族學家。
- 喬·鮑曼（Joe Bauman），83歲，美國長期小聯盟棒球紀錄保持者（1954年72支本壘打），肺炎。[61]
- 戈登·卡羅爾（Gordon Carroll），77歲，美國電影製片人（《異形》《酷手盧克》《紅熱》），心臟病發作。
- Franzi Groszmann，100歲，出生於奧地利，最後一位倖存的Kindertransport母親，電影《進入陌生人的懷抱》的顧問。[62]
- 托比亞斯·施尼鮑姆（Tobias Schneebaum），83歲，美國作家、藝術家和探險家。[63]

### 21日
- 派翠克·亞歷山大（Patrick Alexander），65歲，愛爾蘭出生的澳大利亞詩人。
- 莉娜·布羅葛籣（Lena Brogren），76歲，瑞典女演員。
- Harry Heltzer，94歲，美國發明家，3M前首席執行官。[64]
- 拉蒙·馬丁·韋爾塔，48歲，墨西哥政治家，墨西哥聯邦政府公安部長，直升機墜毀。[65]
- 漢弗萊·凱萊赫（Humphrey Kelleher），59歲，愛爾蘭蓋爾足球運動員。
- 費利克斯·哈威爾·佩雷斯，33歲，波多黎各籃球運動員，波多黎各國家籃球隊前成員，在搶劫中被謀殺。[66]
- Preben Philipsen，95歲，丹麥電影製片人。[67]
- 約瑟夫·斯馬戈林斯基，81歲，美國氣象學家和數學家，使用數學建模作為天氣預報工具的先驅，帕金森病的併發症。[68]
- Albert “Caesar” Tocco，77歲，美國被定罪的有組織犯罪頭目。[69]
- Molly Yard，93歲，美國女權主義者，美國全國婦女組織前主席。[70]

### 22日
- 蒙蒂·巴斯加爾（Monty Basgall），83歲，美國棒球教練。
- 羅爾夫·伯恩岑（Rolf Berntzen），85歲，挪威演員。
- Joop Doderer，84歲，荷蘭演員，扮演Swiebertje 17年。[71]
- 巴亞曼·埃爾金巴耶夫，38歲，吉爾吉斯斯坦前摔跤手、商人和著名議員，被槍殺。[72]
- 萊萬德·詹森，35歲，美國前國際拳擊聯合會羽量級拳擊冠軍，在比賽中腦部受傷。[73]
- 漢斯·薩梅爾森（Hans Samelson），89歲，德國出生的美國數學家，自然原因。[74]

### 23日
- 文楚安，64岁，文学翻译家。成都日报
- 羅傑·布萊爾利（Roger Brierley），70歲，英國演員（《少年夏洛克·福爾摩斯》《一條叫旺達的魚》《關於一個男孩的故事》）。
- 阿波羅尼奧·德·卡瓦略，93歲，巴西執政黨工人黨創始人，左翼政治偶像。
- 約翰·納奇布爾（John Knatchbull），第七代布拉伯恩男爵（Baron Brabourne），80歲，英國電視製片人。
- 貝蒂·萊斯利-梅爾維爾（Betty Leslie-Melville），78歲，美國野生動物保護主義者和長頸鹿專家，失智併發症。
- 菲利貝托·奧赫達·里奧斯，72歲，波多黎各民族主義者，博里誇人民軍領導人。

### 24日
- 張志雄，台湾诗人，52岁。番薯藤新聞[]
- 王崴，影评人。武汉晨报 （页面存档备份，存于）
- 湯米·邦德（Tommy Bond），79歲，美國演員，因在《我們的幫派》中扮演布奇（Butch）而聞名，患有心臟病。[79]
- 貝蒂·科諾（Betty Curnow），93歲，紐西蘭藝術家。
- 利奧波德·費爾森（Leopold B. Felsen），81歲，德國波研究領域的領先物理學家，大屠殺倖存者，手術併發症。[80]
- Byron “Mex” Johnson，94歲，美國黑人聯盟棒球運動員，前列腺癌。[81]
- 羅德·奧利弗（Rod Oliver），83歲，澳大利亞政治家。
- 丹尼爾·波德日茨基，42歲，波蘭左翼政治家，總統候選人。
- Barry Ramachandra Rao，82歲，印度空間物理學家。
- 安德列·特斯圖特（André Testut），79歲，摩納哥一級方程式賽車手。
- 巴拉·烏斯曼（Bala Usman），59-60歲，奈及利亞學者，政治家和歷史學家。

### 25日
- 唐·亞當斯（Don Adams），82歲，美國演員（Get Smart，Inspector Gadget，Check It Out！）），肺部感染。[82]
- 喬治·阿切爾（George Archer），65歲，美國高爾夫球手，1969年大師賽冠軍，伯基特淋巴瘤。[83]
- 喬治·阿瓦尼塔斯（Georges Arvanitas），74歲，出生於法國的希臘爵士鋼琴家和作曲家。
- 伊拉克基地組織在伊拉克的二把手阿布·阿扎姆被美軍槍殺。[84]
- Aquila al-Hashimi，伊拉克政治家，管理委員會成員。
- Urie Bronfenbrenner，88歲，俄羅斯出生的美國心理學教授，美國Head Start計劃的創始人之一，糖尿病併發症。[85]
- 萊昂內爾·科坎（Lionel Kochan），83歲，英國歷史學家。[86]
- 史蒂夫·馬庫斯（Steve Marcus），66歲，美國爵士薩克斯管演奏家。[87]
- M·斯科特·派克（M. Scott Peck），69歲，美國精神病學家和作家。[88]
- 弗里德里希·彼得（Friedrich Peter），84歲，奧地利政治家（1958-1978年擔任奧地利自由黨主席），作為武裝黨衛軍的前成員而備受爭議。

### 26日
- Eugen Ciucă，92歲，羅馬尼亞裔美國藝術家。
- 海倫·克雷斯韋爾（Helen Cresswell），71歲，英國兒童文學作家，卵巢癌。[89]
- Lowell E. English，90歲，美國海軍陸戰隊少將。
- Heidi Genée，66歲，德國電影剪輯師、導演和編劇。
- 蒙蒂·戈帕拉瓦，63歲，斯里蘭卡政治家，斯裡蘭卡前總統威廉·戈帕拉瓦之子，斯里蘭卡中央省省長。
- 約瑟夫·卡雷爾（Jozef Karel），83歲，斯洛伐克足球運動員和教練。
- 肖恩蒂妮絲·波爾克，22歲，亞利桑那大學女子籃球隊的美國中鋒，肺栓塞。

### 27日
- 康斯坦丝·贝克·莫特利，84歲，美国首位黑人女联邦法院法官
- 赫爾曼·阿什沃思（Herman Ashworth），32歲，美國被定罪的殺人犯，在俄亥俄州被處決。
- 卡爾·德克爾（Karl Decker），84歲，奧地利足球運動員和經理。
- 羅納德·戈利亞斯（Ronald Golias），76歲，巴西喜劇演員。
- 傑里·尤爾（Jerry Juhl），67歲，美國作家和木偶師（《布偶》、《芝麻街》、《碎石》）。[90]
- 佈雷特·凱布爾（Brett Kebble），41歲，南非礦業大亨，被謀殺。
- 約翰·麥凱布（John McCabe），84歲，勞雷爾和哈代的美國傳記作者。
- 羅納德·皮爾索爾（Ronald Pearsall），77歲，英國作家。[91]
- 威廉·范·德·桑德·巴庫伊岑（Willem van de Sande Bakhuyzen），47歲，荷蘭電影導演，癌症患者。[92]
- 瑪麗·李·塞特爾（Mary Lee Settle），87歲，美國作家（Beulah Quintet），肺癌。[93]

### 28日
- 艾哈邁德·阿卜杜拉（Ahmad Abdullah），64歲，馬來西亞會計師和政治家。
- 波爾·伯里（Pol Bury），83歲，比利時雕塑家。
- 馬克·希思爵士，78歲，英國外交官，駐羅馬教廷大使。
- 艾倫·馬瑟尼（Alan Matheney），54歲，美國被定罪的殺人犯，在印第安那州被處決。[94]
- 康斯坦斯·貝克·莫特利（Constance Baker Motley），84歲，美國民權律師，第一位非裔美國聯邦女法官，充血性心力衰竭。[95]
- Leo Sternbach，97歲，奧地利本土化學家，被稱為“安定之父”。[96]

### 29日
- 奧爾加·德·阿拉克圖（Olga de Alaketu），80歲，出生於貝南的巴西坎東布萊（Candomblé）女祭司，糖尿病併發症。[97]
- 派翠克·考菲爾德（Patrick Caulfield），69歲，英國藝術家。[98]
- 本傑明·德莫特（Benjamin DeMott），81歲，美國作家、學者和文化評論家，心臟驟停。[99]
- 羅伯特·多格佈雷（Robert Dorgebray），89歲，法國奧運自行車運動員。[100]
- 現年71歲的奧斯丁·萊斯利（Austin Leslie）是美國著名的新奧爾良廚師（也是電視節目《弗蘭克之家》（Frank's Place）的靈感來源），自卡特裡娜颶風過後幾天撤離以來，他因肺炎住院。[101]
- 戈登·麥基格（Gordon McKeag），77歲，英國律師和足球俱樂部主席（紐卡斯爾聯足球俱樂部）。[102]
- 根納季·薩拉法諾夫，63歲，蘇聯聯盟15號宇航員。
- Mogens Schou，86歲，丹麥精神病學家。
- Ivar Karl Ugi，75歲，德國化學家。

### 30日
- 張明，台灣勤益大學創辦人。
- 柯正平，94歲，澳門知名人士、前澳門南光公司總經理、新華社澳門分社顧問、第七屆全國人大外事委員會副主任。
- Basil Glass，79歲，北愛爾蘭政治家。
- 莫妮卡·赫爾維格（Monika Hellwig），74歲，德國出生的美國神學家和羅馬天主教平信徒領袖，腦溢血。[103]
- 安德魯·奧米拉（Andrew P. O'Meara），98歲，美國陸軍上將，中風。
- 謝爾蓋·斯塔羅斯京（Sergei Starostin），52歲，俄羅斯語言學家。